# NLRB contro Noel Canning
NLRB (o UNRL) contro Noel Canning è una sentenza della Corte suprema degli Stati Uniti d'America del 2014, che ha definito più precisamente (e limitato) i poteri del Presidente degli Stati Uniti nel processo di nomina che avviene quando il Senato degli Stati Uniti, organo costituzionalmente preposto ad approvare o respingere tali nomine, non sia in sessione.
Nello specifico, la Corte ha affermato all'unanimità che il Presidente non può usare la sua autorità ai sensi della “Clausola di nomina in caso di «periodi fuori-sessione» del Senato” (Recess Appointment Clause - Art. II, §2, Cl.3), prevista dalla Costituzione degli Stati Uniti per nominare funzionari pubblici, a meno che il Senato stesso non si dichiari in pausa (Recess) e non sia, dunque, in grado di deliberare.
D’altro canto, interpretandola e contestualizzandola, la Corte ha altresì dichiarato e confermato che la Clausola consente effettivamente al Presidente di effettuare nomine sia durante le pause intra-sessione che inter-sessione, ma solo se la pausa è di durata sufficiente (più di 3 giorni) e se il Senato non è effettivamente disponibile per la deliberazione (a differenza delle cosiddette “Sessioni pro forma”), limitando così le future nomine “temporanee”. La Corte ha infine stabilito anche che qualsiasi posto vacante può essere colmato durante la pausa, indipendentemente dal momento in cui è sorto.

## Origini della controversia
La controversia per questo caso è sorta da alcune nomine che il Presidente Barack Obama aveva fatto per colmare delle vacanze presso il “National Labor Relations Board” e da una per il posto di direttore del “Consumer Financial Protection Bureau” (Direzione generale per la Protezione Finanziaria del Consumatore).
Ne Il Federalista N. 67, infatti, Alexander Hamilton scrisse che “il potere di nomina era normalmente limitato congiuntamente al Presidente e al Senato, ma considerando improbabile che il Senato rimanesse continuamente in sessione, la Costituzione consentiva al Presidente di effettuare nomine temporanee quando il Senato è in pausa”. Dall'avvento di sessioni di quasi tutto l'anno, tuttavia, il Senato degli Stati Uniti non ha più da tempo lunghe pause. Ciò ha potenzialmente cambiato il significato della clausola di nomina disposta dalla Costituzione, che ha influenzato il modo in cui il Senato e il Presidente interagiscono.

## Fasi giudiziarie

### Corte d’Appello del Circuito del Distretto di Columbia
NLRB contro Noel Canning si è occupata, in particolare, di Noel Canning, un distributore Pepsi interessato da un’ordinanza del “National Labor Relations Board” che ha avuto implicazioni sul potere del ramo esecutivo di nominare funzionari senza l'approvazione del Senato. Il NLRB aveva infatti scoperto che Noel Canning si era rifiutato di stipulare un contratto collettivo con un sindacato, presumibilmente in violazione della legge federale.
Avendo Canning impugnato la sentenza alla Corte d'Appello degli Stati Uniti per il Circuito del Distretto di Columbia sostenendo che tre dei suoi cinque membri erano stati nominati in modo invalido, lasciando quindi il consiglio senza un quorum di membri legalmente nominati capaci di deliberare, la Corte d’Appello ha dichiarato che il NLRB non poteva effettivamente eseguire i suoi ordini a causa della mancanza del quorum funzionale dovuto all’inapplicabilità delle nomine temporanee fatte dal presidente Obama mentre il Senato non era in sessione.
A causa della decisione sfavorevole in appello, il NLRB ha fatto ricorso alla Corte Suprema degli Stati Uniti.

### Corte suprema
Concedendo un atto di certiorari ed ascoltando gli argomenti orali il 13 gennaio 2014, la Corte ha confermato la sentenza della Corte d'appello il 26 giugno 2014.
All’unanimità, i giudici hanno stabilito che "Ai fini della Clausola di nomina nel caso in cui il Senato “non sia in sessione” (“Recess Appointments Clause”), quest’ultimo può definirsi in sessione quando esso stesso dica che lo è, a condizione che, secondo le proprie regole, mantenga la capacità di deliberare sui propri affari".
Per risolvere questo caso, la prima domanda che la Corte ha affrontato è se la "pausa del Senato" fosse limitabile alla sola pausa inter-sessione tra le due sessioni annuali dell’organo o si estendesse anche alle varie pause intra-sessione (come la tradizionale “pausa di agosto”, ecc.). L'ambiguità del testo specifico della clausola ha fatto sì che la Corte ritenesse che lo scopo fosse ampio, consentendo al Presidente di garantire il continuo funzionamento del governo anche qualora il Senato fosse assente. Tuttavia, nonostante essa abbia individuato che la "pausa" significhi sia le pause inter-sessione che quelle intra-sessione, la Corte ha ciononostante aggiunto che le brevi pause che il Senato prende di volta in volta non siano abbastanza lunghe da richiedere il consenso della Camera dei Rappresentanti (necessario se queste superano i 4 giorni, come previsto dall’Art. I, § 5, Cl. 4 della Costituzione), e quindi da permettere di innescare la Clausola di nomina in caso di pausa.
In secondo luogo, la Corte ha affrontato la frase "vacanze che possono accadere durante la pausa del Senato" presente nella Clausola. Thomas Jefferson ammise infatti, in uno dei suoi scritti, che tale disposizione è soggetta a due costruzioni e la Corte ha quindi sostenuto che un'interpretazione ristretta rischi di minare i poteri concessi dalla Costituzione. La sentenza ha quindi disposto che la frase si applichi sia ai posti vacanti che si verificano durante una pausa che a quelli che si verificano prima e continuino ad esistere durante la pausa stessa.
Infine, si è cercato di definire il calcolo della durata della pausa del Senato, attuata de facto anche tramite mirate sessioni pro forma. Mentre il procuratore generale ha infatti sostenuto che il Senato non era effettivamente in sessione nonostante queste brevi riunioni, la Corte ha dichiarato, al contrario, che le sessioni pro forma contano come sessioni, ma non come pause a lungo termine (Recesses), in linea con la delega di autorità della Costituzione al Senato per determinare autonomamente come condurre le proprie attività. Tuttavia, la deferenza non è assoluta: Se il Senato è privo della capacità di agire (ovvero se tutti i senatori hanno effettivamente rinunciato all'attività di legiferare), rimane in pausa anche se dice che non lo è.